# Roquebillière
Pour les articles homonymes, voir Roquebillière (homonymie).
Roquebillière [ʁɔkbiljɛʁ] (Rocabiera (classique) / Roucabiero (mistralienne) [rukabjˈerʌ] en dialecte) est une commune française située dans le département des Alpes-Maritimes, en région Provence-Alpes-Côte d'Azur. Ses habitants sont appelés les Roquebilliérois.
Jusqu'en 1860, le nom officiel était en italien : Roccabigliera.

## Géographie

### Localisation
Roquebillière est une commune située en rive droite de la Vésubie dans le département des Alpes-Maritimes, aux portes du parc national du Mercantour.
Le territoire de la commune est limitrophe de ceux de 5 communes :
| Venanson  | Saint-Martin-Vésubie |                    |
|           | Roquebillière        | Belvédère          |
| Lantosque |                      | La Bollène-Vésubie |

### Géologie et relief
Située au cœur de la vallée, elle est encadrée au nord par la Cime de Cayras (1 813 m) et à l'ouest, par les reliefs de la Tête de Siruol (2 053 m) et de la Pointe de Siruol (2 018 m).
Surface de forêt : 1 980 ha, dont domaniale : 150 ha ; communale : 730 ha ; privée : 1 100 ha.

#### Patrimoine naturel
- la Vésubie
- la Cime de Cayras
- le ravin du Drac
- la Tête de Siruol
- la Pointe de Siruol
- Petite grotte de Ranke[3]
- Forêt de la Malune
- Forêt de Sauma-Longa
- Site de Berthemont
- Sources thermales
- Grotte Saint-Julien

### Hydrographie et eaux souterraines
Cours d'eau sur la commune ou à son aval :
- rivière la Vésubie,
- vallons d'espaillart, de cervagne,
- la Gordolasque,
- ruisseaux des Lonas, de Barra Rossa.

Roquebillière possède des sources d'eau chaude sulfureuse qui se versent dans l'Espaillart, dans le quartier de Berthemont-les-Bains.
Roquebillière dispose d'une station d'épuration d'une capacité de 3 000 équivalent-habitants.

### Climat
Pour des articles plus généraux, voir Climat de Provence-Alpes-Côte d'Azur et Climat des Alpes-Maritimes.
En 2010, le climat de la commune est de type climat méditerranéen altéré, selon une étude du Centre national de la recherche scientifique s'appuyant sur une série de données couvrant la période 1971-2000. En 2020, Météo-France publie une typologie des climats de la France métropolitaine dans laquelle la commune est exposée à un climat de montagne ou de marges de montagne et est dans la région climatique Var, Alpes-Maritimes, caractérisée par une pluviométrie abondante en automne et en hiver (250 à 300 mm en automne), un très bon ensoleillement en été (fraction d’insolation > 75 %), un hiver doux (8 °C) et peu de brouillards.
Pour la période 1971-2000, la température annuelle moyenne est de 12,9 °C, avec une amplitude thermique annuelle de 15,8 °C. Le cumul annuel moyen de précipitations est de 1 016 mm, avec 6 jours de précipitations en janvier et 5,8 jours en juillet. Pour la période 1991-2020, la température moyenne annuelle observée sur la station météorologique de Météo-France la plus proche, « Lantosque_sapc », sur la commune de Lantosque à 4 km à vol d'oiseau, est de 13,9 °C et le cumul annuel moyen de précipitations est de 959,3 mm. 
La température maximale relevée sur cette station est de 40,1 °C, atteinte le 3 août 2017 ; la température minimale est de −9 °C, atteinte le 6 février 2012,,.
Les paramètres climatiques de la commune ont été estimés pour le milieu du siècle (2041-2070) selon différents scénarios d'émission de gaz à effet de serre à partir des nouvelles projections climatiques de référence DRIAS-2020. Ils sont consultables sur un site dédié publié par Météo-France en novembre 2022.

## Urbanisme

### Typologie
Au 1er janvier 2024, Roquebillière est catégorisée bourg rural, selon la nouvelle grille communale de densité à 7 niveaux définie par l'Insee en 2022.
Elle appartient à l'unité urbaine de Roquebillière, une agglomération intra-départementale dont elle est ville-centre,. Par ailleurs la commune fait partie de l'aire d'attraction de Nice, dont elle est une commune de la couronne,. Cette aire, qui regroupe 100 communes, est catégorisée dans les aires de 200 000 à moins de 700 000 habitants,.

### Planification de l'aménagement
La commune dispose d'un plan local d'urbanisme métropolitain approuvé le 25 octobre 2019.

### Voies de communications et transports

#### Voies routières
- À la sortie du village de Plan-du-Var, par la route nationale 202, prendre sur la droite la RM 2565, indiquant la Vallée de la Vésubie.

Les routes métropolitaines 2565 et 69 sont reliées par une passerelle piétonne d'une longueur de 70 mètres financée a hauteur de 1,8 million d'euros par la Métropole Nice Côte d'Azur.

#### Transports en commun
- Transport en Provence-Alpes-Côte d'Azur

Commune desservie par le réseau Lignes d'Azur.

### Risques majeurs

#### Risque inondation
Le 24 novembre 1926 : une vingtaine de maisons du village de Roquebillière est détruite par une coulée de boue à la suite de fortes pluies. Le bilan est de dix-neuf morts.

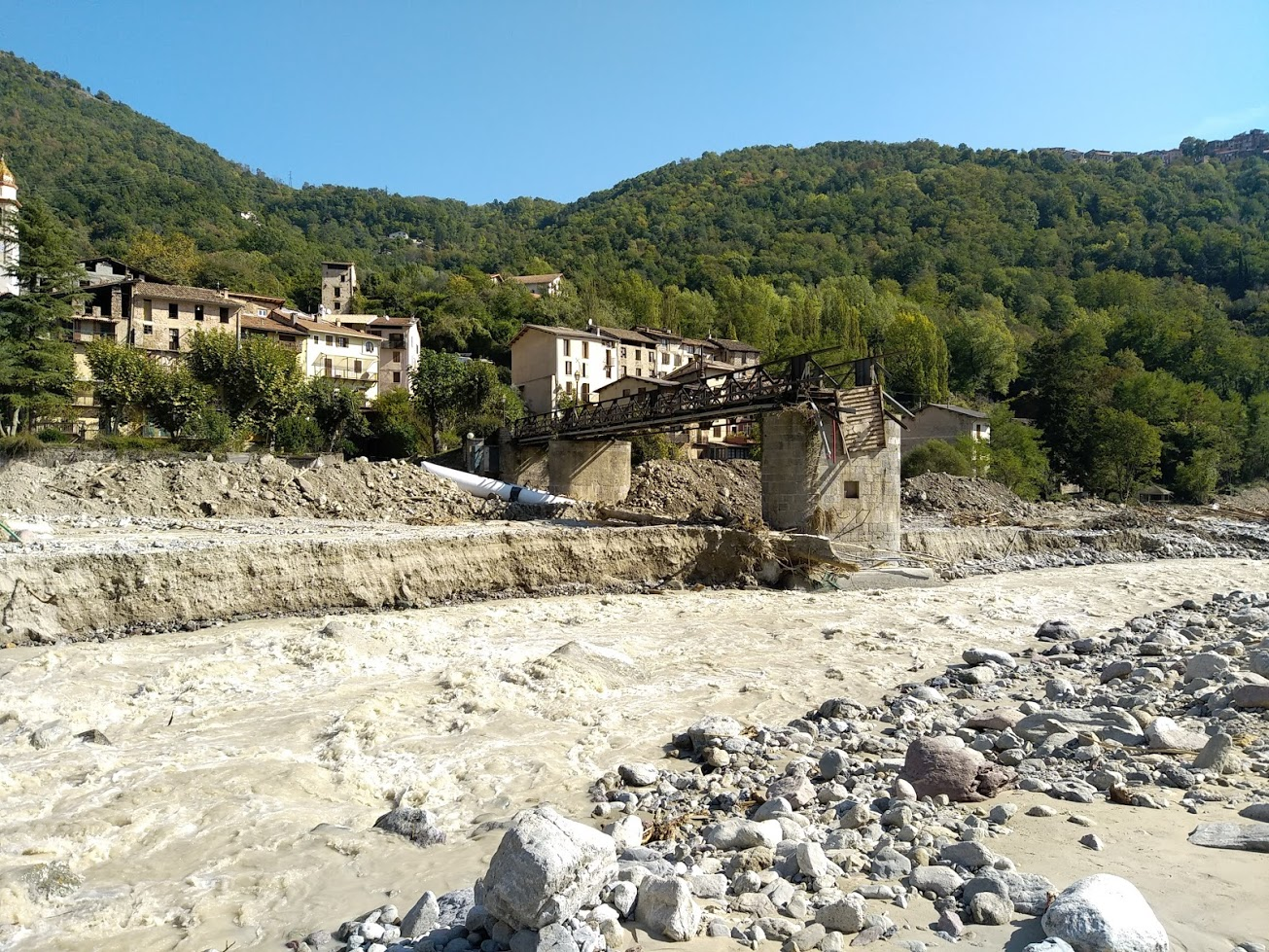
Dégâts provoqués par la crue de 2020

Le 2 octobre 2020, de nombreux villages des diverses vallées des Alpes-Maritimes (Breil-sur-Roya, Fontan, St-Martin-Vésubie, Tende et Roquebillière...) sont fortement touchés par un épisode méditerranéen de grande ampleur. Certains hameaux de la commune restent inaccessibles jusqu'à plus d'une semaine après la catastrophe et l'électricité n'a été rétablie que vers le 20 octobre. L'Arrêté du 7 octobre 2020 portant reconnaissance de l'état de catastrophe naturelle a identifié la commune au titre des « Inondations et coulées de boue du 2 au 3 octobre 2020 ».

#### Risque sismique
Commune située dans une zone de sismicité moyenne.

## Toponymie
Le nom de Roquebillière provient de Roccabellera, ou roc aux abeilles. Un « rocher caractérisé par la présence d'abeilles ».

## Histoire
La reine Jeanne avait d'abord désigné comme héritier Charles de Duras en 1372 puis Louis Ier d'Anjou, en 1380. Après le meurtre de la reine Jeanne, les deux branches de la maison d'Anjou s'affrontèrent en Provence. Le fils de  Charles de Duras, Ladislas, nomma le 19 octobre 1387 Jean Grimaldi de Bueil lieutenant du roi et gouverneur, puis sénéchal le 14 avril 1388. La commune a fait reconnaître ses privilèges le 9 avril 1388.
La faiblesse de Ladislas de Naples, les défections de l'ancienne noblesse de la Provence orientale au profit de Louis II d'Anjou va amener les communes situées à l'est du Var, sur les conseils de Jean Grimaldi à accepter le comte de Savoie, qui venait d'intervenir pour prendre le contrôle de la vallée de l'Ubaye, comme nouveau suzerain.
Barcelonnette avait reconnu le comte de Savoie comme suzerain le 12 septembre. Amédée VII de Savoie est à Saint-Étienne-de-Tinée le 15 septembre, à Saint-Martin-Vésubie, 23 septembre. Il fait une halte à l'Escarène puis se rend à l'abbaye Saint-Pons, aux portes de Nice, le 27 septembre. Le 28 septembre 1388, à la suite de la guerre de succession de la reine Jeanne, Nice fit sa dédition. Roquebillière, comme les autres communes de la rive gauche du Var, va se placer sous la souveraineté de la maison de Savoie, c'est la dédition de Nice à la Savoie et constituer les nouvelles terres de Provence avant de devenir le comté de Nice. Pendant son séjour à Nice, le comte de Savoie a reçu l'hommage de la viguerie de Sospel, d'Utelle, de Tournefort, de la vallée de Massoins et a acheté le château de Gattières. Le 29 octobre il reçoit le château d'Èze. Sur son chemin de retour, le comte reçoit l'hommage de Puget-Théniers, le 3 novembre.

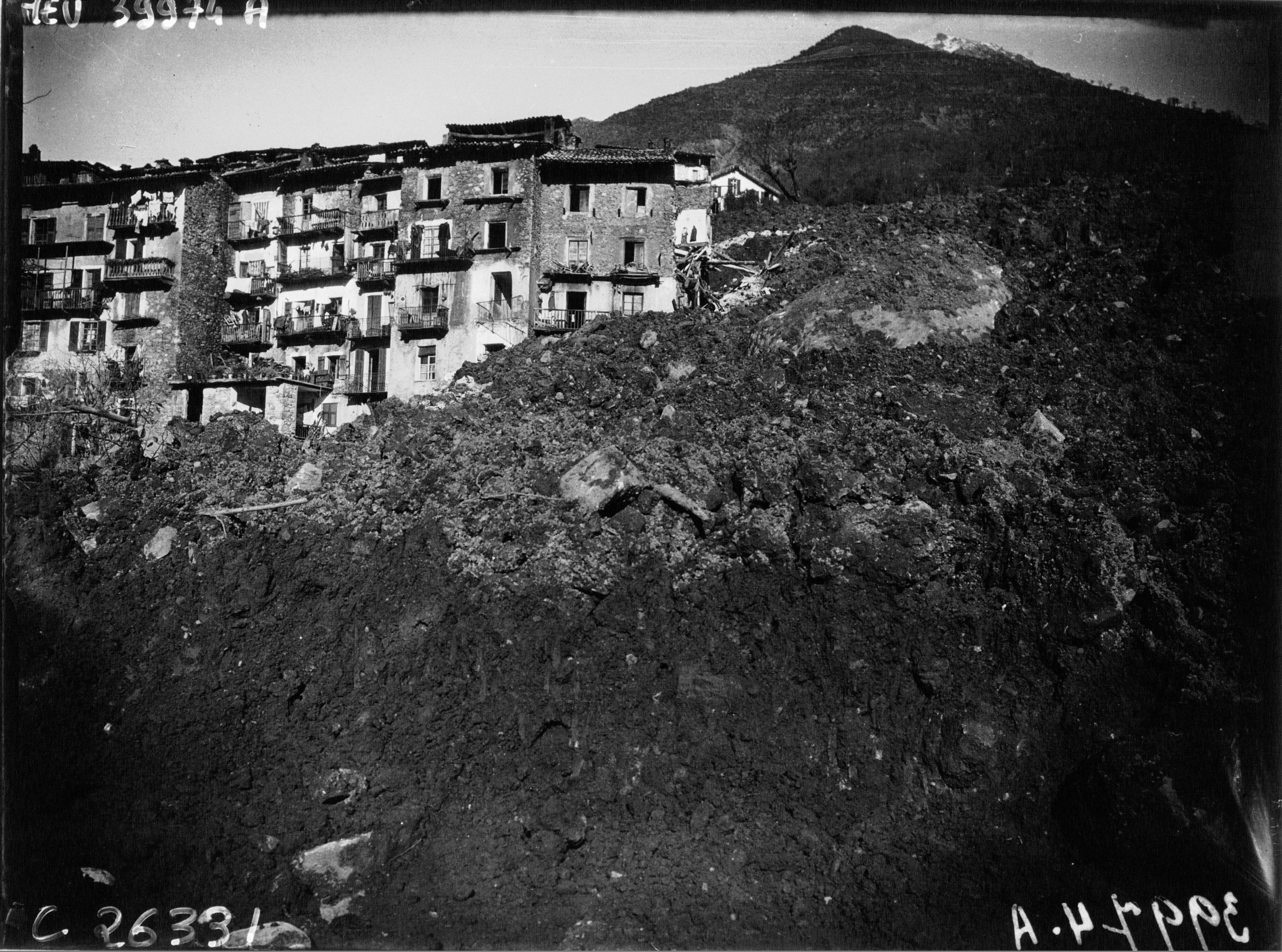
L'éboulement de 1926.

Les troupes françaises occupent le village de 1691 à 1696, puis de 1706 à 1708. La peste y arrive en 1764. La commune, pro-française, devient chef-lieu de canton durant la période révolutionnaire lorsque la France s'empare du comté de Nice en 1796. Elle devient définitivement française en 1860 par un vote pour le rattachement de 503 oui et 24 abstentions.
Le village connaît divers désastres comme des tremblements de terre en 566, en 614, des glissements de terrain en 1564 et 1926, des crues de la Vésubie qui, comme en 1094, en 1743 et 1789, emportent une partie des maisons. Le 23 juin 1494, un « horrible tremblement de terre » bouleverse les vallées de Roquebillière et de Lantosque. Après les éboulements et les inondations, le village a été reconstruit à chaque fois sur le même lieu, sauf lors du glissement de terrain du 24 novembre 1926 : la majeure partie des habitants ont alors quitté les hautes maisons sévères de leur vieux village pour la rive droite où se trouvait déjà une église du XVe siècle. Le vieux village reste cependant toujours habité. Le 2 octobre 2020, le village subit de graves dommages dus à la tempête Alex.
Malgré l'exode rural, la population de Roquebillière est restée relativement stable.

## Politique et administration

### Liste des maires
| Période      | Période      | Identité                    | Étiquette | Qualité                                                                         |
| ------------ | ------------ | --------------------------- | --------- | ------------------------------------------------------------------------------- |
| 1938         |              | Félix-Mathieu Gastaldi      |           |                                                                                 |
| 1959         | 1963         | Édouard Corniglion-Molinier |           |                                                                                 |
| 1963         | 1968         | André Blanc                 |           |                                                                                 |
| 1968         | 1976         | Gérard Bernasconi           |           | Révoqué                                                                         |
| 1976         | 1977         | Anne-Marie Isaia            |           |                                                                                 |
| 1977         | 1989         | René Reghezza               | PCF       |                                                                                 |
| 1989         | 1995         | Pierre Guigonis             |           |                                                                                 |
| 1995         | 2001         | René Reghezza               | DVG       | Conseiller général                                                              |
| mars 2001    | février 2006 | Gérard Camous               | SE        |                                                                                 |
| février 2006 | En cours     | Gérard Manfredi             | UMP-LR    | Retraité de l'enseignement Ancien conseiller général du canton de Roquebillière |

Une élection municipale partielle eut lieu en 1976 amenant à l'élection de Anne-Marie Isaia remplaçant Gérard Bernasconi.
Une autre élection municipale partielle eut lieu en février 2006 à la suite de la démission de Gérard Camous pour raisons de santé, amenant à l'élection de Gérard Manfredi.

### Finances communales
En 2019, le budget de la commune était constitué ainsi :
- total des produits de fonctionnement : 1 969 000 €, soit 1 052 € par habitant ;
- total des charges de fonctionnement : 1 789 000 €, soit 956 € par habitant ;
- total des ressources d'investissement : 339 000 €, soit 181 € par habitant ;
- total des emplois d'investissement : 572 000 €, soit 306 € par habitant ;
- endettement : 2 238 000 €, soit 1 196 € par habitant.

Avec les taux de fiscalité suivants :
- taxe d'habitation : 12,52 % ;
- taxe foncière sur les propriétés bâties : 13,11 % ;
- taxe foncière sur les propriétés non bâties : 47,95 % ;
- taxe additionnelle à la taxe foncière sur les propriétés non bâties : 0,00 % ;
- cotisation foncière des entreprises : 0,00 %.

Chiffres clés Revenus et pauvreté des ménages en 2017 : médiane en 2017 du revenu disponible, par unité de consommation : 19 370 €.

### Intercommunalité
Commune membre de la Métropole Nice Côte d'Azur.

### Jumelages
- Emskirchen (Allemagne) depuis 1990

## Population et société

### Démographie

#### Évolution démographique
L'évolution du nombre d'habitants est connue à travers les recensements de la population effectués dans la commune depuis 1793. Pour les communes de moins de 10 000 habitants, une enquête de recensement portant sur toute la population est réalisée tous les cinq ans, les populations de référence des années intermédiaires étant quant à elles estimées par interpolation ou extrapolation. Pour la commune, le premier recensement exhaustif entrant dans le cadre du nouveau dispositif a été réalisé en 2007.

En 2022, la commune comptait 1 816 habitants, en évolution de −0,33 % par rapport à 2016 (Alpes-Maritimes : +2,85 %, France hors Mayotte : +2,11 %).
| 1793  | 1800  | 1806  | 1822  | 1838  | 1858  | 1861  | 1866  | 1872  |
| ----- | ----- | ----- | ----- | ----- | ----- | ----- | ----- | ----- |
| 1 255 | 1 143 | 1 387 | 1 553 | 1 862 | 1 874 | 1 742 | 1 754 | 1 720 |

| 1876  | 1881  | 1886  | 1891  | 1896  | 1901  | 1906  | 1911  | 1921  |
| ----- | ----- | ----- | ----- | ----- | ----- | ----- | ----- | ----- |
| 1 744 | 1 717 | 1 752 | 1 669 | 1 654 | 1 699 | 1 732 | 1 786 | 1 557 |

| 1926  | 1931  | 1936  | 1946  | 1954  | 1962  | 1968  | 1975  | 1982  |
| ----- | ----- | ----- | ----- | ----- | ----- | ----- | ----- | ----- |
| 1 506 | 1 391 | 1 431 | 1 049 | 1 140 | 1 377 | 1 426 | 1 336 | 1 504 |

| 1990  | 1999  | 2006  | 2007  | 2012  | 2017  | 2022  | - | - |
| ----- | ----- | ----- | ----- | ----- | ----- | ----- | - | - |
| 1 539 | 1 467 | 1 614 | 1 634 | 1 752 | 1 841 | 1 816 | - | - |

### Sports et loisirs

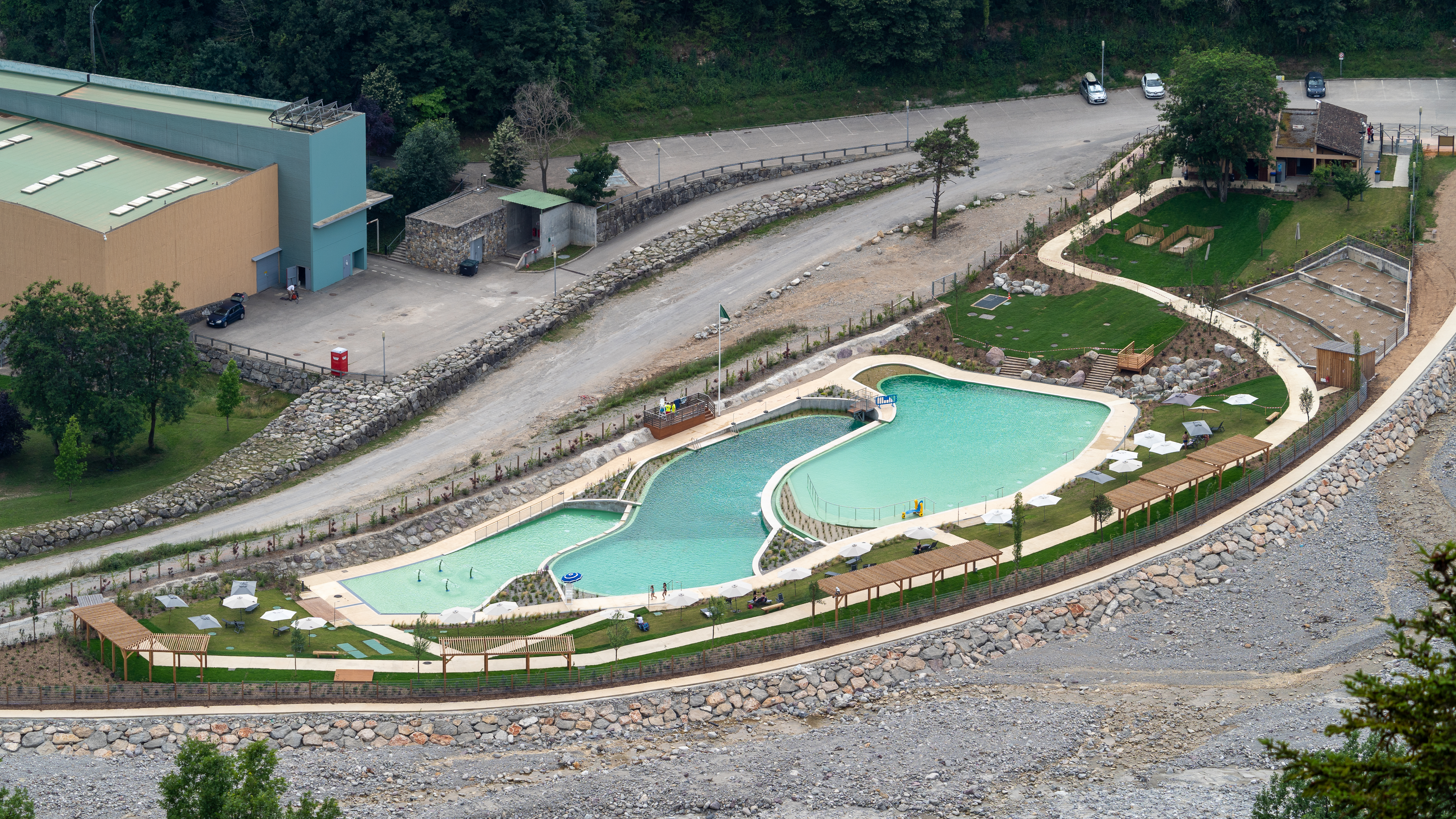
Bassin de baignade biologique

Trois terrains de tennis, deux stades de foot (synthétique et gazon), un plan d'eau douce, un parcours sportif et un gymnase. Une nouvelle salle de musculation a aussi été créée dans les locaux de l'ancien collège et inaugurée en mars 2017. Un club de pétanque ouvert tous les jours.

### Enseignement
Établissements d'enseignements :
- École maternelle et primaire,
- La commune compte parmi ses établissements scolaires le collège valléen de la Vésubie (collège Jean-Saline),
- Lycée à Valdeblore.

### Santé
Professionnels et établissements de santé :
- Médecins à Roquebillière, Lantosque, Saint-Martin-Vésubie,
- Pharmacies à Roquebillière, Lantosque, Saint-Martin-Vésubie,
- Hôpitaux à Roquebillière, Saint-Martin-Vésubie,
- Centre intercommunal hospitalier Jean Chanton, Établissement d'hébergement pour personnes âgées dépendantes (EHPAD)[36].
- Station thermale[37] réputée pour ses eaux sulfureuses soignant les affections respiratoires, les rhumatismes et les troubles articulaires[38].
- Centre de dialyse rénale ouvert depuis mars 2021
- maison de santé pluridisciplinaire
- Centre de radiologie CIT

### Cultes
- Culte catholique, Paroisse de la Vésubie[39], Diocèse de Nice.

## Économie

### Entreprises et commerces

#### Agriculture
- Producteurs locaux : fromagers, éleveurs, agriculteurs.

#### Tourisme
- 2 hôtels, 1 camping « Les templiers », locations de meublés, village vacances, chambres d’hôtes.
- Gîtes[40].

#### Commerces et services
- La commune comporte sur son territoire la station thermale de Berthemont-les-Bains, ouverte d'avril à octobre.
- La commune produit son électricité depuis de nombreuses années, grâce à une centrale hydro-électrique gérée par la régie d'électricité de Roquebillière.
- La commune compte des entreprises du BTP...

## Culture locale et patrimoine

### Lieux et monuments

#### Patrimoine public
- Ancien blockhaus au sud[41].
- Maisons alpines à greniers-loggias en hauteur.
- Moulins[42].
- Granges traditionnelles de montagne.
- Forge Braco[43].
- Moulins[44].

#### Patrimoine religieux
- Église Saint-Michel de Gast[45], XVe siècle-XVIe siècle, style gothique, clocher roman, retable de Saint-Antoine XVIe siècle[46].
- Église Cœur Immaculée de Marie[47].
- Chapelles :
  - Chapelle des Pénitents Blancs[48], clocher à bulbe.
  - Chapelle rurale Saint-Julien[49].
  - Chapelle Sainte-Anne[50].
  - Chapelle Saint-Roch[51].
  - Chapelle de la Madone de Berthemont[52].
  - Ruine de la chapelle Notre-Dame de Gordolon[53].
  - Chapelle Notre Dame de Grâce Berthemont[54]
- Site ruiniforme de Castel-Vieil[55].
- Oratoire Saint-Roch.
- Monument aux morts[56],[57].

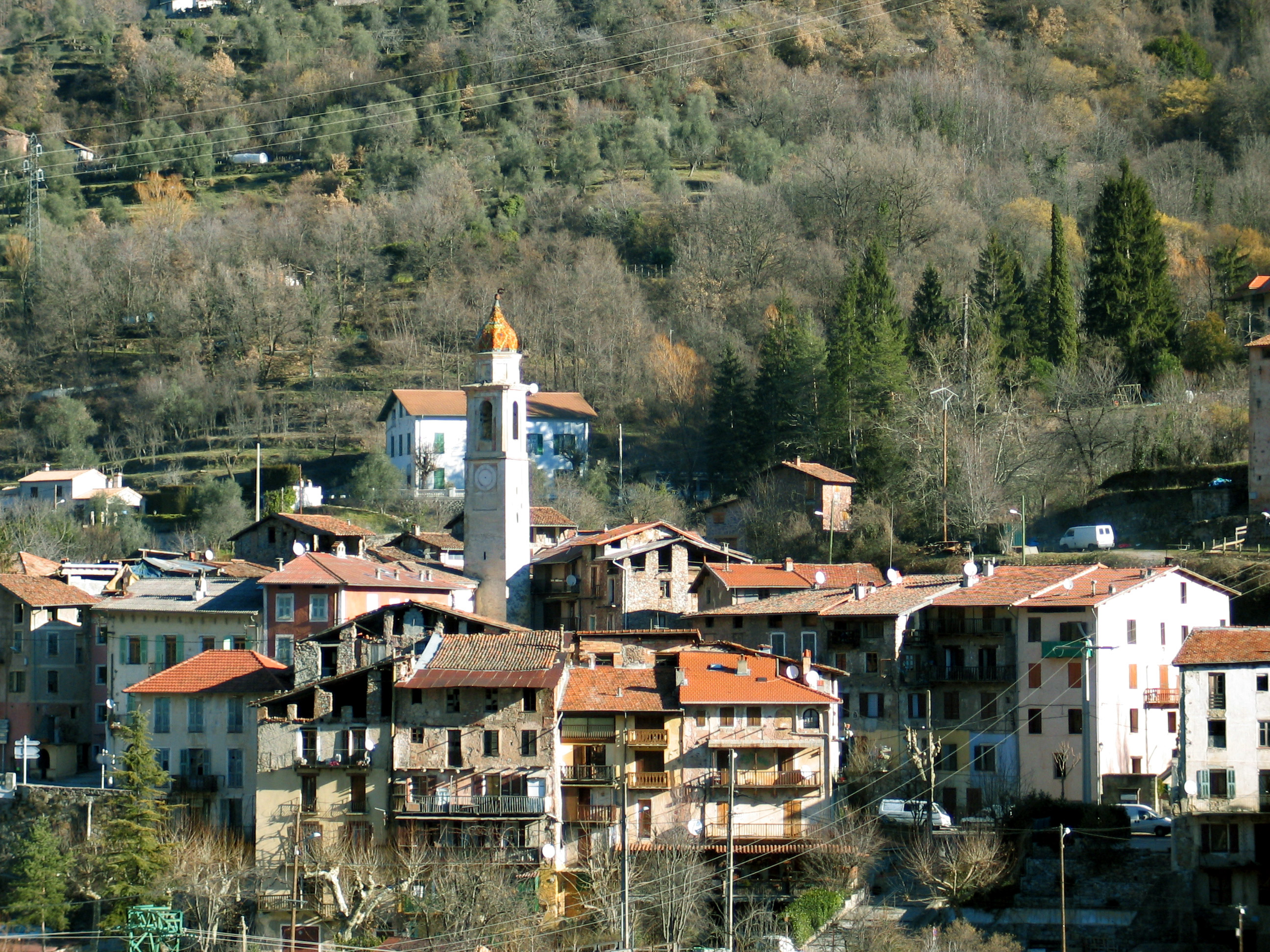
Le vieux village.
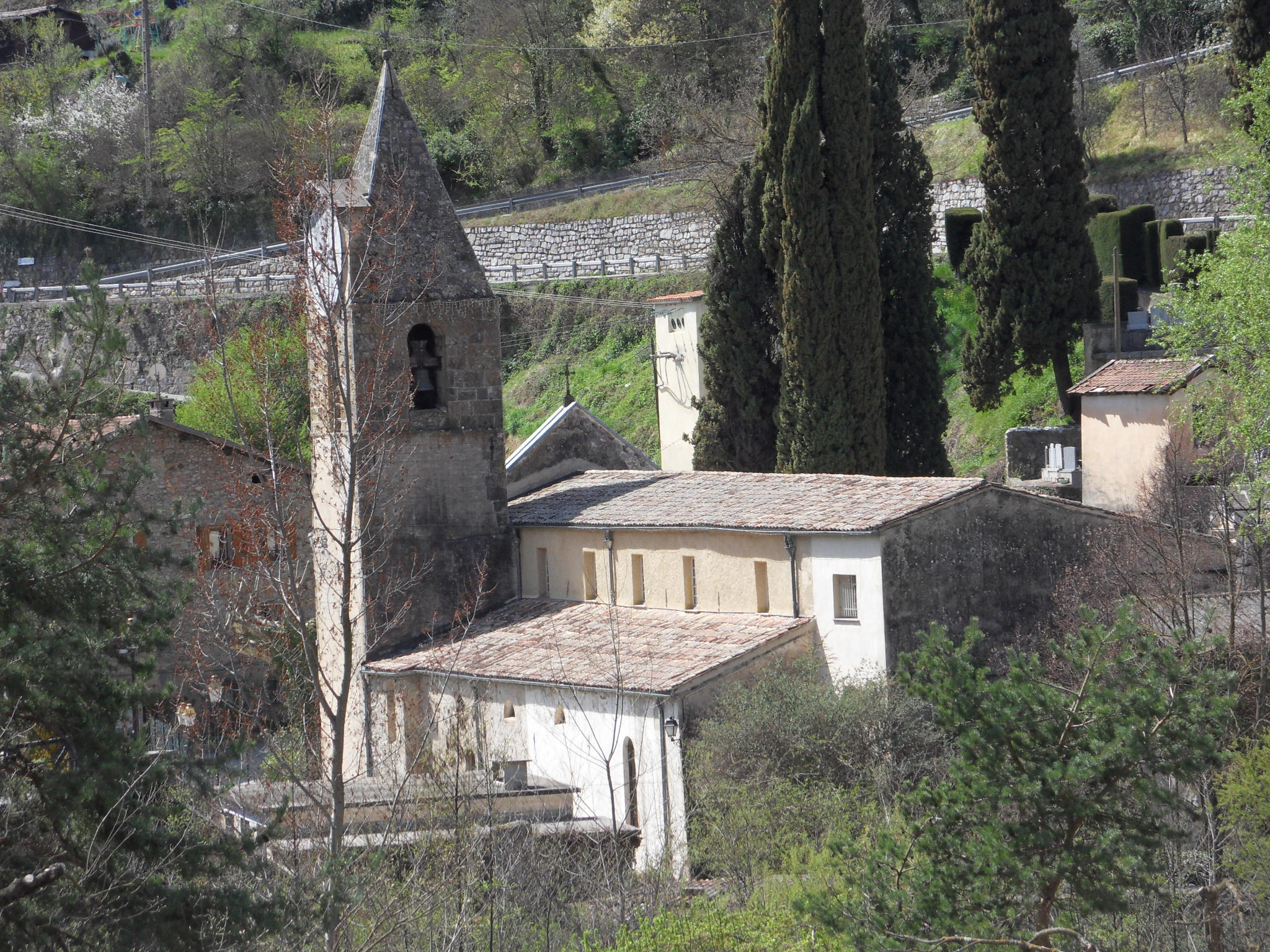
Église Saint-Michel-de-Gast, dite aussi église des Templiers.
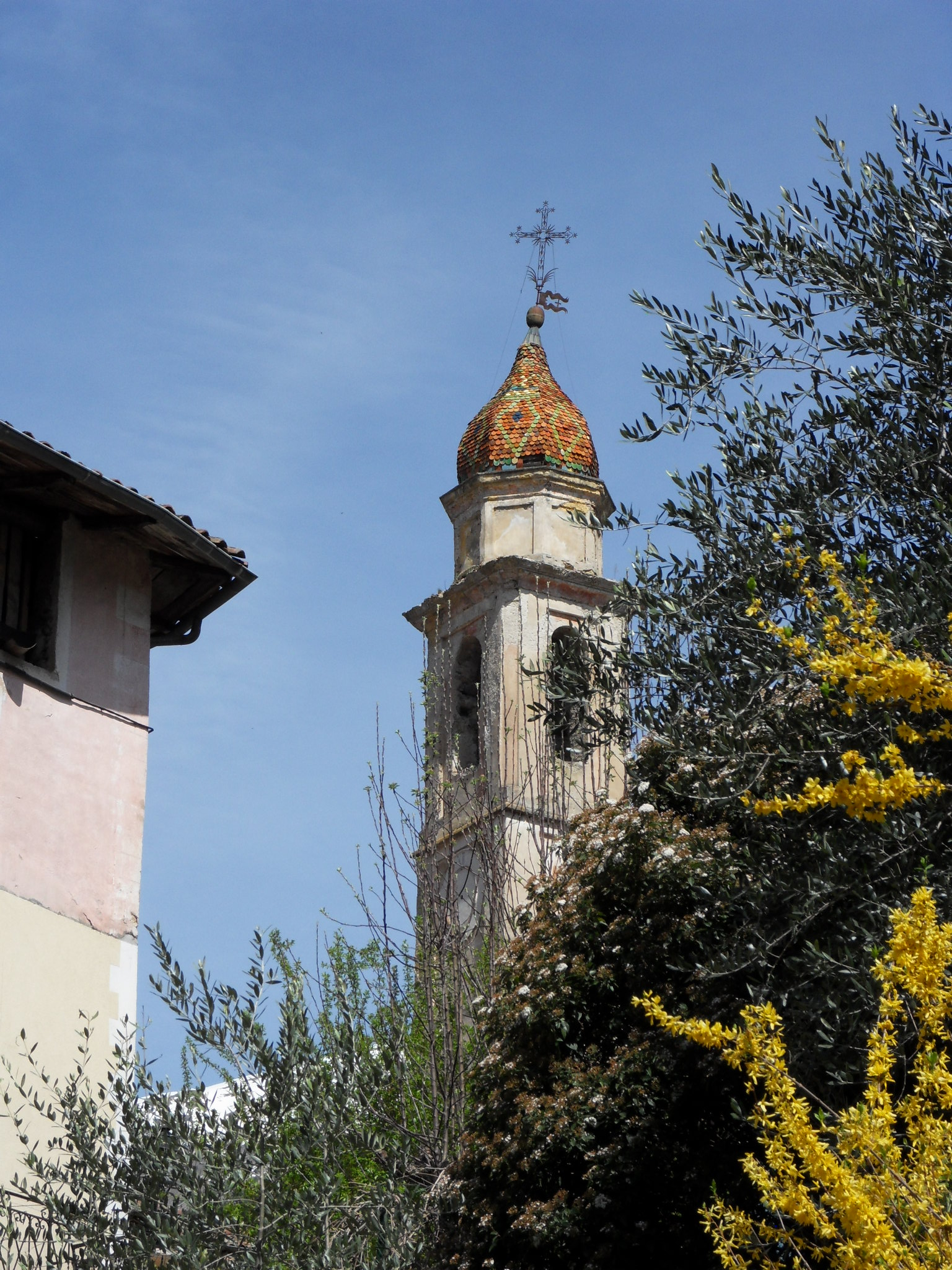
Le clocher de la chapelle des pénitents blancs.
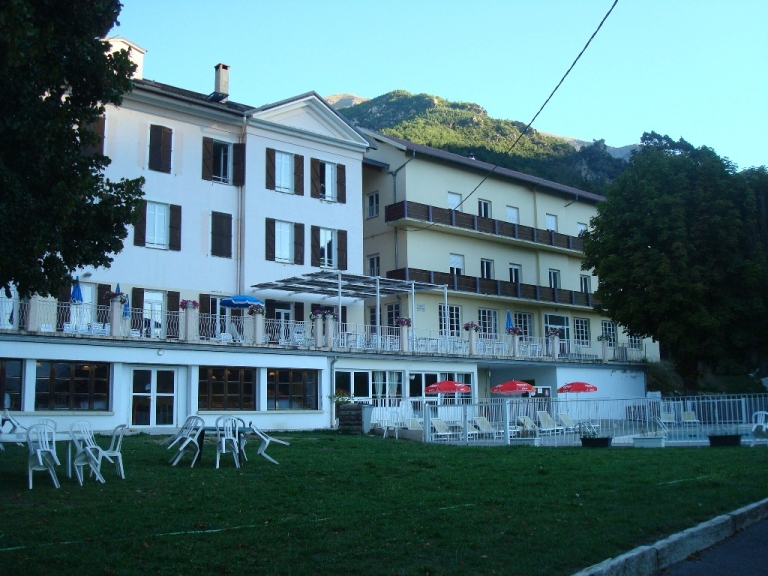
Village de vacances La Semeuse à Berthemont-les-Bains, hameau Roquebillière.

### Personnalités liées à la commune
- Anie Mouroux (1887-1978), sculpteur est mort à Roquebillière.
- Édouard Corniglion-Molinier (1898-1963), pilote de chasse pendant les deux guerres mondiales, général de brigade aérienne, ministre, député des Alpes-Maritimes, producteur de cinéma dont le père est né à Roquebillière.
- J. M. G. Le Clézio (1940-), romancier, nouvelliste, essayiste, Prix Nobel, réfugié à Roquebillière avec sa mère pendant la guerre.
- Gaston Franco (1944-), homme politique français, membre de Les Républicains, ancien maire de Saint-Martin-Vésubie, conseiller régional de PACA, et député européen de 2009 à 2014 est né à Roquebillière.

### Héraldique
| Blason de Roquebillière | Blason  | Écartelé : au 1er et au 4e d’azur au lion couronné d’or, au 2e et 3e d’or aux trois abeilles d’azur mal ordonnées. |
| Blason de Roquebillière | Détails | Le statut officiel du blason reste à déterminer.                                                                   |